# Economicità
L'economicità è la capacità dell'azienda di perdurare ottimizzando le risorse, riducendo gli sprechi, mantenendo la capacità di soddisfare i bisogni. 
Dipende congiuntamente dalle performance aziendali e dal rispetto delle condizioni di equilibrio che consentono il funzionamento delle aziende. 
Le determinanti dell'economicità sono la performance aziendale e le condizioni di equilibrio. L'economicità determina i costi e i ricavi riferiti a: classi di operazioni e a singoli output.

## Performance
Si determina a sua volta da due chiavi:
- Efficacia - capacità di perseguire le finalità istituzionali dell'azienda, quindi anche perdurare nel tempo. È il rapporto tra il risultato ottenuto e l'obiettivo prefissato.
- Efficienza - capacità di impiegare razionalmente le risorse, quindi trovare il giusto rapporto tra risorse consumate e risultati ottenuti.

Attitudine dell'impresa a determinare convenientemente e realizzare efficientemente sul piano economico le combinazioni operative, implicanti l'uso delle risorse lavoro richieste dalla perseguita produzione di beni o servizi. Efficienza Interna: rapporto tra produzione allestita e fattore impiegato; Efficienza Esterna: capacità dell'impresa di
competere sul mercato in rapporto anche alle relazioni con fornitori e clienti.

## Condizioni di equilibrio
Quelle che consentono all'azienda di durare nel tempo e di mantenere una situazione di relativa autonomia:
- Equilibrio economico - è la differenza tra consumo e ripristino della ricchezza.
- Equilibrio patrimoniale - accumulo e mantenimento della ricchezza patrimoniale.
- Equilibrio finanziario - bilanciamento fonti tra finanziamenti e impieghi (nel lungo periodo).
- Equilibrio monetario - capacità aziendale di far fronte ai pagamenti (nel breve periodo), infatti i ricavi devono essere maggiori dei costi, altrimenti l'azienda è in perdita.
- Congruenza delle remunerazioni - ovvero i costi devono essere direttamente proporzionali ai ricavi.

## Le operazioni aziendali che determinano le condizioni di equilibrio
- Diretto
  - incremento del patrimonio netto
  - decremento del patrimonio netto
- Indiretto
  - produzione di beni e servizi
  - trasferimento di risorse
  - gestione patrimoniale
  - gestione finanziaria